# Hermanos Gutiérrez
Hermanos Gutiérrez es una banda instrumental formada en 2015 en Zúrich por los hermanos ecuatoriano-suizos Alejandro Gutiérrez (guitarra y lap steel ) y Estevan Gutiérrez (guitarra y percusión). En 2022, el sello estadounidense Easy Eye Sound lanzó el quinto álbum de la banda, El Bueno y el Malo.

## Historia
Alejandro y Estevan Gutiérrez, dos de cuatro hermanos, fueron criados por una madre ecuatoriana y un padre suizo en Suiza, y a menudo visitaban a su familia en Playas, Ecuador. Alrededor de los nueve años, Estevan aprendió a tocar la guitarra clásica en los estilos latinos como la milonga y la salsa, y más tarde se inspiró en e Alejandro, que es ocho años más joven, aprendió a tocar la guitarra viendo vídeos tutoriales en YouTube.   La banda Hermanos Gutiérrez tiene sus orígenes en una jam session en el apartamento de Alejandro en Zúrich durante una visita de Estevan en 2015.  

## Influencias
Las influencias del dúo son diversas. Los ritmos latinos de sus inicios se pueden rastrear en el ecuatoriano Julio Jaramillo. También la música surf de Jack Johnson.o los sonidos mexicanos de sus últimos álbumes como Gustavo Santaolalla o Los Coronas. Su música, afirman, pertenece al desierto. No es conceptual, sino sensitiva.

## Estilo musical
El género que practica la banda ha evolucionado hacia una mezcla de música latina y occidental. La revista Rolling Stone describe el "enfoque minimalista de su música instrumental de guitarra... Es música que canta sin necesidad de un cantante, que es lírica sin necesidad de palabras".  El Santa Fe New Mexican escribe que las canciones de la banda "alternan entre lo arrastrado y lo melancólico, lo espeluznante y lo solitario".
Alejandro Gutiérrez toca la guitarra eléctrica y lap steel, mientras que Estevan Gutiérrez  y percusión ( bongos, maracas, etc.) y también la guitarra eléctrica. Los hermanos han descrito que tienen una química musical tal que son capaces de componer juntos sin necesidad de hablar; NPR escribe: "Tejen intrincadas líneas de guitarra una sobre otra que se entrelazan hasta el punto de que si cierras los ojos no puedes decir dónde comienza una y termina la otra".  Sobre su dominio del "ritmo y el tempo", Dan Auerbach comentó en tono de broma: "son suizos". 

## Discografía
| Título               | Fecha de lanzamiento     | Sello                    | Formato                      |
| -------------------- | ------------------------ | ------------------------ | ---------------------------- |
| 8 años               | 6 de enero de 2017       | Autoeditado              | Descarga digital y Streaming |
| El Camino de mi Alma | 23 de mayo de 2018       | Autoeditado              | Descarga digital y streaming |
| Hoy Como Ayer        | 27 de septiembre de 2019 | Autoeditado              | Descarga digital y streaming |
| Hijos del Sol        | 25 de septiembre de 2020 | Autoeditado              | Descarga digital y streaming |
| El Bueno y el Malo   | 28 de octubre de 2022    | Easy Eye Sound / Concord | LP, CD, descarga y streaming |
| Sonido cósmico       | 14 de junio de 2024      | Easy Eye Sound / Concord | LP, CD, descarga y streaming |